# Luca Colnaghi
Luca Colnaghi, né le 14 janvier 1999 à Lecco, est un coureur cycliste italien.

## Biographie
Luca Colnaghi est le fils de Fabio Colnaghi, ancien cycliste amateur de bon niveau. Ses frères Andrea et Davide, tous deux jumeaux, sont également coureurs cyclistes. 
Il commence le cyclisme à l'âge de sept ans à l'UC Costamasnaga. Il court ensuite au GS Alzate Brianza, avant de courir au Velo Club Sovico. Dans les catégories de jeunes, il s'illustre principalement au sprint. Dès 2012, il franchit le cap des cent victoires, alors qu'il n'est âgé de treize ans. Il continue à obtenir de nouveaux succès les années suivantes.
En 2016, pour sa première année chez les juniors (moins de 19 ans), il rejoint le club Ciclistica Biringhello. Sélectionné en équipe nationale, il se distingue au mois de juin en devenant vice-champion d'Italie juniors à Solbiate Arno. 
En 2017, il confirme en brillant au niveau international. Il remporte le Trofeo Buffoni et termine notamment troisième du Gran Premio dell'Arno et neuvième du Tour des Flandres juniors. Avec sa sélection nationale, il participe à deux courses de la Coupe des Nations Juniors : le Tour du Pays de Vaud, où il se classe huitième d'une étape, et le Grand Prix Rüebliland, dans lequel il réalise trois tops 10. Lors des mondiaux juniors de Bergen, il figure parmi la bonne échappée dans le final, mais termine finalement 31e, après avoir été repris par le peloton dans les derniers mètres.
Passé en catégorie espoir, il décide de rejoindre l'équipe continentale italienne Sangemini-Trevigiani-MG.K Vis en 2018. Après un passage au sein de l'équipe Colpack, il rejoint en 2020 la formation Zalf Euromobil Désirée Fior. Il remporte cette année-là deux étapes du Tour d'Italie espoirs et se classe troisième du championnat d'Italie sur route espoirs. À l'issue de ces derniers, il est provisoirement suspendu après un contrôle positif à l'andarine et l'ostarine. Les produits provenant d'un complément alimentaire, il est finalement suspendu trois mois pour négligence et est autorisé à courir en février 2021.
Membre de l'équipe Bardiani CSF Faizanè à partir de 2022, son contrat avec sa formation est prolongé en novembre 2023 jusqu'en fin d'année 2024.

## Palmarès
- 2016
  - 2e du championnat d'Italie sur route juniors
- 2017
  - Trofeo Buffoni
  - 3e du Gran Premio dell'Arno
- 2018
  - 3e du Grand Prix Santa Rita
- 2019
  - 3e du Gran Premio Comune di Cerreto Guidi
- 2020
  - Trofeo Luigi e Davide Guerci
  - 2e et 3e étapes du Tour d'Italie espoirs
  - 3e du championnat d'Italie sur route espoirs
- 2021
  - Mémorial Mauro Dinucci
  - Trophée Matteotti amateurs
  - 2e étape du Tour de Vénétie
  - 2e du Trofeo Piva
  - 7e du championnat du monde sur route espoirs
- 2023
  - 3e du Grand Prix Adria Mobil
- 2024
  - 2e du championnat d'Italie de gravel
- 2025
  - Tour de la province de Reggio de Calabre

## Classements mondiaux
| Année                                 | 2018  | 2019  | 2020 | 2021 | 2022 | 2023 | 2024  |
| ------------------------------------- | ----- | ----- | ---- | ---- | ---- | ---- | ----- |
| Classement mondial                    | 1706e | 2102e | 832e | 340e | 911e | 904e | 1022e |
| UCI Europe Tour                       | 1115e | 1375e | 666e | 288e | 667e | nc   | nc    |
|                                       |       |       |      |      |      |      |       |
| Légende : nc = non classéSource : UCI |       |       |      |      |      |      |       |